# Flo Sandon's
Flo Sandon's, pseudonimo di Mammola Sandon (Vicenza, 30 giugno 1924 – Roma, 16 novembre 2006), è stata una cantante italiana in auge dalla fine degli anni quaranta ai primi anni sessanta.

## Biografia
L'idea che Flo sarebbe diventata una cantante iniziò per caso nel 1944, con il debutto in uno spettacolo per la Croce Rossa organizzato durante la Seconda guerra mondiale, a Roma, dalla V Armata Americana. L'originale nome d'arte Sandon's nacque da una svista tipografica sull'etichetta del primo disco della cantante, nel 1947, quando incise Love letters. La popolarità le arrivò nel 1951 grazie al film Anna, diretto da Alberto Lattuada e interpretato da Silvana Mangano, Vittorio Gassman e Raf Vallone. La Sandon non compariva nel film, ma doppiava la voce della Mangano in due motivi della colonna sonora, Non dimenticar (che t'ho voluto bene) di Redi-Galdieri e El Negro Zumbón di Armando Trovajoli. Entrambe le canzoni ebbero grande successo. Nel 1955 sposò il cantante Natalino Otto.
Non dimenticar vendette 1.000.000 di copie in Italia e venne premiato con il primo Disco d'Oro; all'estero furono ben 10 i milioni di dischi venduti. Verso la fine degli anni Cinquanta piacque anche a Nat King Cole, che la incise dando un suo ottimo contributo alla fama del brano che, insieme a Volare di Modugno, rappresenta un momento musicale felice e di grande respiro della musica italiana nel mondo. Flo Sandon's partecipò a diversi Festival di Sanremo, vincendone uno nel 1953 con Viale d'autunno, in coppia con Carla Boni. Nel 1960 vinse il Festival di Napoli con Serenata a Margellina. Dopo la morte del marito Natalino Otto, avvenuta nel 1969, si ritirò dalle scene, preferendo rimanere un'ospite gradita in diverse trasmissioni televisive e radiofoniche.
Invece accettò, nel 1994, di partecipare alla commedia musicale Gli uomini sono tutti bambini di Pietro Garinei, con testi di Enrico Vaime e le musiche di Claudio Mattone: impersonava la "mamma" di Gianfranco D'Angelo, accompagnato da Wilma Goich quale "moglie", Simona Patitucci quale "figlia" e Laura Di Mauro quale "amante". La commedia ebbe grande successo di pubblico e regalò, ancora una volta, belle melodie scritte da Mattone. Flo, che ballava e cantava in una commedia per la prima volta, diede un ottimo esempio di come a settant'anni si possano accettare nuove sfide. Tutto questo prima che fosse colpita nel 2000 dalla malattia di Alzheimer, che la portò alla morte nel novembre 2006. Nella sua carriera Flo Sandon's spesso interpretò brani tratti da film, come ad esempio Autunno a Roma dal film Stazione Termini (1954) di Vittorio De Sica, con Jennifer Jones e Montgomery Clift, Sadie Thompson' song dal film Pioggia (1953) di Curtis Bernhardt, con Rita Hayworth e José Ferrer, e anche il film di Antonio Pietrangeli Souvenir d'Italie (1957), con Gabriele Ferzetti e June Laverick, la cui melodia era firmata da Lelio Luttazzi.
Flo Sandon's partecipò ad alcune serie della rubrica pubblicitaria televisiva Carosello:
- nel 1957 pubblicizzò il sapone Cadum della Palmolive;
- nel 1959, con Mac Ronay, il digestivo Cynar;
- nel 1960, con Natalino Otto, il sapone Lico-Phar.

## Il Festival di Sanremo

Flo Sandon's e Natalino Otto con la loro figlia Silvia nel 1956

Nel 1953 Flo Sandon's partecipò per la prima volta al Festival di Sanremo e lo vinse con la canzone Viale d'autunno. interpretata in coppia con Carla Boni. Le due, entrambe al debutto sanremese, riuscirono a battere la grande favorita Nilla Pizzi. La stampa lanciò velate accuse di combine: pare che Viale d'autunno fosse stato inizialmente offerto a Nilla Pizzi, ma che poi le fosse stato tolto, forse per ripicca o gelosia, ed affidato al duo Sandon's - Boni. In seguito Flo Sandon's si presentò ad altre cinque edizioni del Festival di Sanremo - fino al 1963 -, ma non riuscì più a bissare il successo della prima partecipazione, classificandosi al quinto posto nel 1954 con Non è mai troppo tardi. Ottenne invece il primo posto al Festival di Napoli nel 1960, con il brano Serenata a Margellina. Altre canzoni celebri del repertorio della Sandon furono Verde luna, I love Paris, Never let me go, Concerto d'autunno, Domani, Que sera sera, Arrivederci.

Flo Sandon's con il Maestro Alberto Semprini alla prima edizione del Burlamacco d'Oro nel 1958

Nel 1959 Flo Sandon's ebbe modo di cantare insieme al Quartetto Radar in un illuminante esperimento con musiche africane, unico nel suo genere, che anticipò tutta una serie di suoni e canti che poi ritroveremo nelle musiche composte successivamente da artisti americani negli anni Settanta.
Il 2 giugno 1955 sposò il cantante Natalino Otto lavorando spesso con lui alla Rai (Radio e TV) ed esibendosi insieme, per un periodo, sia in Italia che all'estero. Alla coppia va anche il merito di aver scoperto uno dei più grandi talenti della musica italiana, Mina. Era il 24 settembre 1958 e in una sala da ballo di Cremona suonava un complesso di studenti di ragioneria. Otto e la Sandon's, presenti in sala, rimasero molto colpiti dalla voce solista del gruppo e vollero conoscerla per proporle un provino discografico. Un mese dopo usciva il primo disco di Mina. Sempre nel 1958 la cantante vicentina vinse la prima edizione del Burlamacco d'Oro.